# Cao Ly thuộc Mông Cổ
Cao Ly dưới sự cai trị của Mông Cổ đề cập đến sự cai trị của Đế quốc Mông Cổ trên Bán đảo Triều Tiên từ khoảng năm 1270 đến năm 1356. Sau cuộc xâm lược Triều Tiên của Mông Cổ và sự đầu hàng của triều Cao Ly của Triều Tiên vào thế kỷ 13, Cao Ly trở thành một nước chư hầu bán tự trị và là đồng minh bắt buộc của nhà Nguyên trong khoảng 80 năm. Dòng cai trị của Cao Ly được phép cai trị Triều Tiên như một chư hầu của nhà Nguyên, thành lập tỉnh Chinh Đông (征東行省, Chinh Đông hành tỉnh) ở Triều Tiên. Các thành viên trong gia tộc Cao Ly được đưa đến Đại Đô, và thường kết hôn với vợ hoặc chồng từ hoàng tộc nhà Nguyên. Kết quả là, các hoàng tử trở thành quốc vương của Cao Ly trong thời kỳ này đều là con rể của hoàng tộc (khuregen). Sự thống trị của nhà Nguyên chấm dứt vào những năm 1350 khi bản thân nhà Nguyên bắt đầu sụp đổ và vua Cung Mẫn của Cao Ly bắt đầu đẩy lùi các đơn vị đồn trú của Mông Cổ.

## Lịch sử

### Các cuộc xâm lược của Mông Cổ
Đế quốc Mông Cổ tung ra nhiều cuộc xâm lược chống lại Triều Tiên dưới triều Cao Ly từ 1231 tới 1259. Có sáu chiến dịch lớn: 1231, 1232, 1235, 1238, 1247, 1253; từ năm 1253 đến năm 1258, quân Mông Cổ dưới sự chỉ huy của tướng quân Jalairtai Qorchi của Mông Kha Hãn đã phát động bốn cuộc xâm lược tàn khốc trong chiến dịch thành công cuối cùng chống lại Triều Tiên, với cái giá phải trả là sinh mạng thường dân trên khắp Bán đảo Triều Tiên. Mông Cổ sáp nhập các khu vực phía Bắc của Bán đảo Triều Tiên sau các cuộc xâm lược và hợp nhất chúng vào đế chế của họ với tên gọi là các phủ Song Thành và Đông Ninh. Vào tháng 3 năm 1258, nhà độc tài Thôi Nghị của chính quyền Vũ thần bị ám sát bởi Kim Tuấn, chấm dứt chế độ độc tài quân sự Thôi Nghị của Triều Tiên; sau đó, các học giả kiên quyết đòi hòa bình với Mông Cổ đã giành được quyền lực. Bên này đã cử một sứ thần tới Mông Cổ và một hiệp ước hòa bình đã được ký kết giữa Đế quốc Mông Cổ và Cao Ly, một phần trong đó quy định rằng Triều Tiên phải chấp nhận chế độ chư hầu cho Đế quốc Mông Cổ. Một số quan chức quân sự không chịu đầu hàng đã thành lập Khởi nghĩa Tam Biệt Sao và chống lại các hòn đảo ngoài khơi phía nam Bán đảo Triều Tiên.

### Hệ thống liên hợp
Sau khi hiệp ước được ký kết và chế độ chư hầu được thiết lập, việc kết hôn giữa người Triều Tiên và người Mông Cổ đã được khuyến khích bởi Đế quốc Mông Cổ. Sau khi Nguyên Tông vào năm 1274, người kế vị của ông là Trung Liệt đã nhận con gái của Hốt Tất Liệt là Qutlugh-Kelmish làm vợ, và triều đại của ông bắt đầu công cuộc Mông Cổ hóa triều đình Triều Tiên kéo dài cho đến giữa thế kỷ 14. Trên giấy tờ, nghi thức chính thức của Triều Tiên là của một nước cấp dưới và những người cai trị Triều Tiên đã lưu lại lâu dài tại triều đình Nguyên Mông, cả trước và sau khi họ đăng quang. Ngoài ra, những người vợ Mông Cổ và thậm chí cả thê thiếp của họ cũng có ảnh hưởng lớn đến nền chính trị Cai Ly. Ví dụ, Bá Nhan Hốt Đô, Công chúa Khánh Hoa đã lựa chọn các quan chức cho các chức vụ trong chính quyền Cao Ly. Mông Cổ và Vương quốc Cao Ly được liên kết thông qua hôn nhân và Cao Ly trở thành một nước quda (liên minh hôn nhân) của triều Nguyên; quân chủ Cao Ly trong thời kỳ này thực sự là con rể của hoàng tộc (khuregen). Ảnh hưởng của hôn nhân giữa các mối quan hệ giữa Mông Cổ-Cao Ly có tác dụng theo cả hai cách: dưới thời trị vì của Hốt Tất Liệt, vua Trung Liệt kết hôn với một trong những con gái của Hốt Tất Liệt; sau đó, một phụ nữ triều đình từ Triều Tiên được gọi là Kỳ hoàng hậu đã trở thành hoàng hậu thông qua cuộc hôn nhân của cô với Ô Cáp Cát Đồ hãn và con trai của cô, Tất Lý Khắc Đồ Hãn của nhà Bắc Nguyên, trở thành Đại Hãn Mông Cổ. Hơn nữa, các vị vua của Goryeo giữ một địa vị quan trọng trong hệ thống phân cấp của Đế quốc Mông Cổ, giống như các gia tộc quan trọng khác của các quốc gia bị chinh phục hoặc khách hàng của Đế quốc Mông Cổ (ví dụ như người Duy Ngô Nhĩ, người Oirat và Khongirad). Một số nguồn tin của Mông Cổ cho rằng ít nhất một vị vua Cao Ly được nuôi dưỡng tại triều đình nhà Nguyên là cháu trai yêu quý nhất của Hốt Tất Liệt.
Một khía cạnh khác của việc Mông Cổ can thiệp vào các vấn đề Triều Tiên là đạt-lỗ-hoa-xích, những người là sứ thần của Mông Cổ được cử đến triều đình Cao Ly. Những sứ thần này, trên danh nghĩa là thuộc hạ của vua Cao Ly, thường xuyên được cung cấp các khoản cung cấp và tham gia tích cực vào các công việc của triều đình Cao Ly. Một phần của Đảo Jeju được chuyển đổi thành khu vực chăn thả gia súc cho kỵ binh Mông Cổ đóng tại đó. Các hoàng đế Mông Cổ truất ngôi các vị vua Cao Ly không mang lại lợi ích gì cho họ vào các năm 1298, 1313, 1321, 1330, 1332, 1343 và 1351.

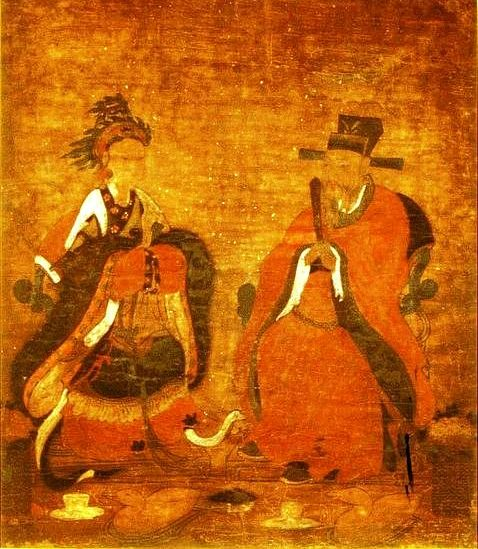
Vua Cung Mẫn (1330–1374) và Nhân Đức Vương hậu đã hỗ trợ trong sự kế tục hòa bình của Cách Kiên Hãn.